# Callionymus grossi
Callionymus grossi là một loài cá biển thuộc chi Callionymus trong họ Cá đàn lia. Loài này được mô tả lần đầu tiên vào năm 1910.

## Phân bố và môi trường sống
C. grossi có phạm vi phân bố ở Đông Nam Ấn Độ Dương. Loài cá này được tìm thấy ở vùng biển ngoài khơi phía tây bắc nước Úc.

## Mô tả
Mẫu vật lớn nhất của C. grossi có chiều dài cơ thể được ghi nhận là 20 cm. Phần thân trên và đầu của chúng có màu nâu sẫm hoặc xám sẫm; phần dưới cơ thể có màu vàng. Hai bên lườn có một hàng các đốm đen. Vây lưng thứ nhất sáng màu, rìa phía trước của vây sẫm màu; có 3 đến 5 sọc xiên màu trắng viền đen. Vây lưng thứ hai, vây đuôi, vây ngực và vây bụng có đốm đen. Vây hậu môn trong suốt.
Số gai ở vây lưng: 4; Số tia vây mềm ở vây lưng: 9; Số gai ở vây hậu môn: 0; Số tia vây mềm ở vây hậu môn: 7.